# North Horsham
North Horsham är en civil parish i Storbritannien.   Den ligger i grevskapet West Sussex och riksdelen England, i den södra delen av landet, 50 km söder om huvudstaden London. Arean är 11,0 kvadratkilometer.
Terrängen i North Horsham är platt.